# Melanie Bauschke
Melanie Bauschke (Berlijn, 14 juli 1988) is een atlete uit Duitsland.
Op de Zomeruniversiade in 2011 werd Bauschke derde bij het verspringen.
In 2017 wint ze de Meeting de Montreuil, en in 2019 wordt ze vierde op de Europese Spelen.

## Persoonlijke records
Outdoor
| Onderdeel    | Prestatie | Wind | Plaats                           | Datum      |
| ------------ | --------- | ---- | -------------------------------- | ---------- |
| 100m         | 12.06s    | 0.0  | Berlin (GER)                     | 20.06.2009 |
| 100m horden  | 13.75     | +1.8 | Berlin (GER)                     | 19.06.2011 |
| hoogspringen | 1.90m     |      | Berlin (GER)                     | 20.06.2009 |
| verspringen  | 6.83m     | -0.3 | Kaunas (LTU)                     | 19.07.2009 |
| 4x100m       | 46.80     |      | National Stadium, Shenzhen (CHN) | 20.08.2011 |

Indoor
| Onderdeel         | Prestatie | Wind | Plaats                       | Datum      |
| ----------------- | --------- | ---- | ---------------------------- | ---------- |
| 60m ind.          | 7.71      |      | Globe Arena, Stockholm (SWE) | 06.02.2014 |
| 200m ind.         | 24.71s    |      | Berlin (GER)                 | 26.01.2014 |
| 60mH ind.         | 8.55      |      | Berlin (GER)                 | 21.01.2007 |
| hoogspringen ind. | 1.89m     |      | Potsdam (GER)                | 23.01.2010 |
| verspringen ind.  | 6.68m     |      | Messehalle, Karlsruhe (GER)  | 02.02.2013 |

bijgewerkt september-2021
- World Athletics: 14276990